# Fons (Lot)
Pour les articles homonymes, voir Fons.
Fons est une commune française située dans l'est du département du Lot en région Occitanie.
Elle est également dans le causse de Gramat, le plus vaste et le plus sauvage des quatre causses du Quercy.
Exposée à un climat océanique altéré, elle est drainée par le ruisseau de la Dourmelle et par divers autres petits cours d'eau. La commune possède un patrimoine naturel remarquable composé de trois zones naturelles d'intérêt écologique, faunistique et floristique.
Fons est une commune rurale qui compte 403 habitants en 2022, après avoir connu un pic de population de 1 105 habitants en 1836.  Elle fait partie de l'aire d'attraction de Figeac. Ses habitants sont appelés les Fonsois ou  Fonsoises.

## Géographie
Bourg médieval situé dans le haut Quercy.

### Communes limitrophes
Les communes limitrophes sont Le Bouyssou, Cambes, Camburat, Fourmagnac, Issepts, Lissac-et-Mouret, Reyrevignes et Saint-Bressou.
| Issepts            | Le Bouyssou      | Saint-Bressou |
| Reyrevignes        | Fons             | Fourmagnac    |
| Cambes (sur 100 m) | Lissac-et-Mouret | Camburat      |

### Climat
Pour des articles plus généraux, voir Climat de l'Occitanie et Climat du Lot.
En 2010, le climat de la commune est de type climat océanique altéré, selon une étude s'appuyant sur une série de données couvrant la période 1971-2000. En 2020, Météo-France publie une typologie des climats de la France métropolitaine dans laquelle la commune est dans une zone de transition entre le climat océanique altéré et le climat de montagne ou de marges de montagne et est dans la région climatique Ouest et nord-ouest du Massif Central, caractérisée par une pluviométrie annuelle de 900 à 1 500 mm, maximale en automne et en hiver.
Pour la période 1971-2000, la température annuelle moyenne est de 12,3 °C, avec une amplitude thermique annuelle de 15,7 °C. Le cumul annuel moyen de précipitations est de 1 037 mm, avec 11,1 jours de précipitations en janvier et 6,7 jours en juillet. Pour la période 1991-2020, la température moyenne annuelle observée sur la station météorologique la plus proche, située sur la commune de Faycelles à 11 km à vol d'oiseau, est de 13,1 °C et le cumul annuel moyen de précipitations est de 806,2 mm,. Pour l'avenir, les paramètres climatiques de la commune estimés pour 2050 selon différents scénarios d'émission de gaz à effet de serre sont consultables sur un site dédié publié par Météo-France en novembre 2022.

### Milieux naturels et biodiversité
L’inventaire des zones naturelles d'intérêt écologique, faunistique et floristique (ZNIEFF) a pour objectif de réaliser une couverture des zones les plus intéressantes sur le plan écologique, essentiellement dans la perspective d’améliorer la connaissance du patrimoine naturel national et de fournir aux différents décideurs un outil d’aide à la prise en compte de l’environnement dans l’aménagement du territoire.
Deux ZNIEFF de type 1 sont recensées sur la commune :
les « pelouses sèches sur calcaire de Fons » (219 ha), couvrant 2 communes du département et 
le « ruisseau de Pont de Mol » (18 ha), couvrant 4 communes du département
et une ZNIEFF de type 2, : 
le « Haut bassin du Drauzou » (2 611 ha), couvrant 10 communes du département.

Carte des ZNIEFF de type 1 et 2 à Fons.
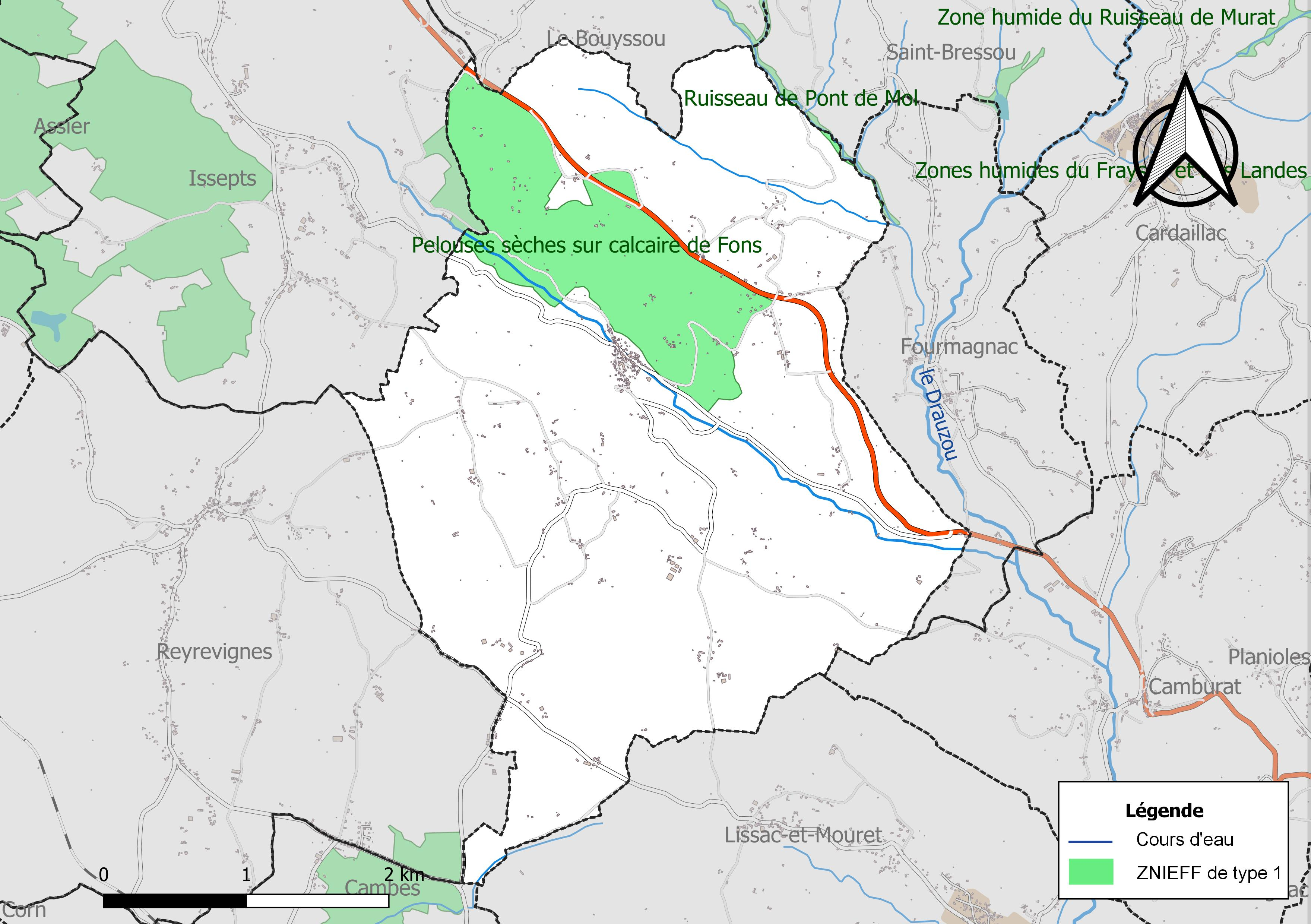
Carte des ZNIEFF de type 1 sur la commune.
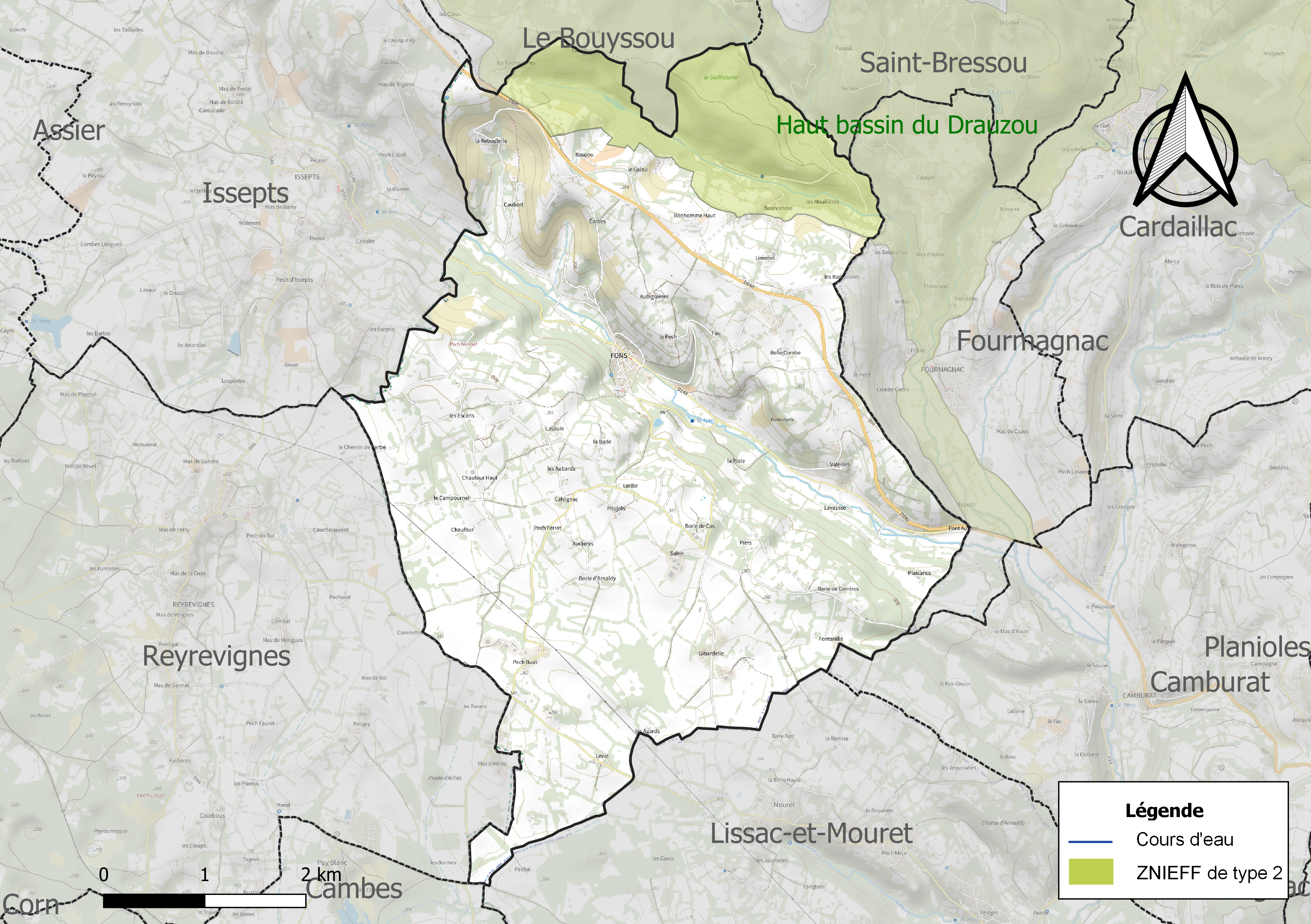
Carte de la ZNIEFF de type 2 sur la commune.

## Urbanisme

### Typologie
Au 1er janvier 2024, Fons est catégorisée commune rurale à habitat très dispersé, selon la nouvelle grille communale de densité à sept niveaux définie par l'Insee en 2022.
Elle est située hors unité urbaine. Par ailleurs la commune fait partie de l'aire d'attraction de Figeac, dont elle est une commune de la couronne,. Cette aire, qui regroupe 59 communes, est catégorisée dans les aires de moins de 50 000 habitants,.

### Occupation des sols
L'occupation des sols de la commune, telle qu'elle ressort de la base de données européenne d’occupation biophysique des sols Corine Land Cover (CLC), est marquée par l'importance des territoires agricoles (86,6 % en 2018), une proportion sensiblement équivalente à celle de 1990 (86,4 %). La répartition détaillée en 2018 est la suivante : 
prairies (77,7 %), forêts (13,4 %), zones agricoles hétérogènes (8,8 %). L'évolution de l’occupation des sols de la commune et de ses infrastructures peut être observée sur les différentes représentations cartographiques du territoire : la carte de Cassini (XVIIIe siècle), la carte d'état-major (1820-1866) et les cartes ou photos aériennes de l'IGN pour la période actuelle (1950 à aujourd'hui).

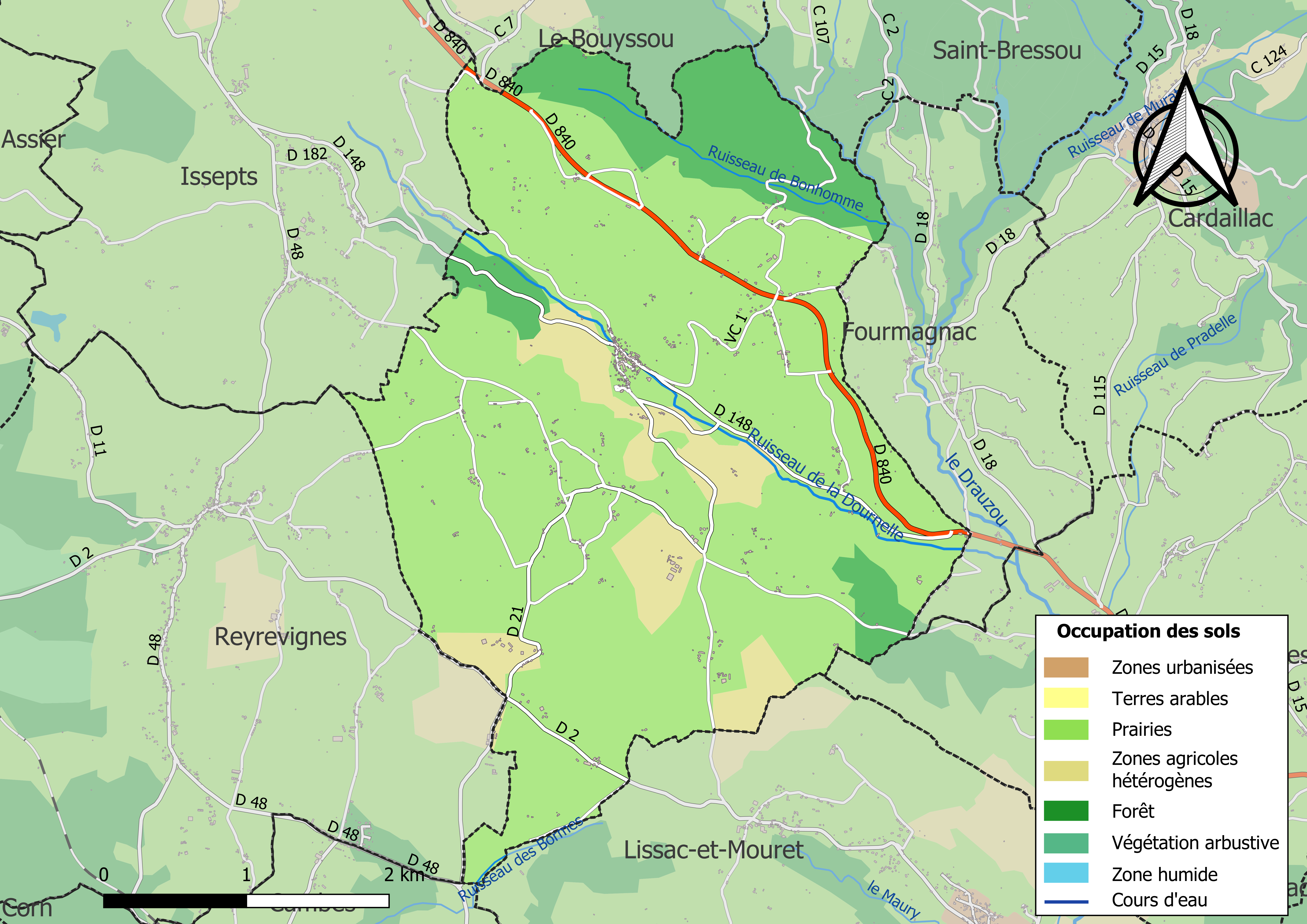
Carte des infrastructures et de l'occupation des sols de la commune en 2018 (CLC).

### Risques majeurs
Le territoire de la commune de Fons est vulnérable à différents aléas naturels : météorologiques (tempête, orage, neige, grand froid, canicule ou sécheresse), inondations, feux de forêts, mouvements de terrains et séisme (sismicité très faible). Il est également exposé à un risque technologique,  le transport de matières dangereuses, et à un risque particulier : le risque de radon. Un site publié par le BRGM permet d'évaluer simplement et rapidement les risques d'un bien localisé soit par son adresse soit par le numéro de sa parcelle.

#### Risques naturels
Certaines parties du territoire communal sont susceptibles d’être affectées par le risque d’inondation par débordement de cours d'eau, notamment La cartographie des zones inondables en ex-Midi-Pyrénées réalisée dans le cadre du XIe Contrat de plan État-région, visant à informer les citoyens et les décideurs sur le risque d’inondation, est accessible sur le site de la DREAL Occitanie. La commune a été reconnue en état de catastrophe naturelle au titre des dommages causés par les inondations et coulées de boue survenues en 1982, 1993 et 1999,.
Fons est exposée au risque de feu de forêt. Un plan départemental de protection des forêts contre les incendies a été approuvé par arrêté préfectoral le 30 novembre 2015 pour la période 2015-2025. Les propriétaires doivent ainsi couper les broussailles, les arbustes et les branches basses sur une profondeur de 50 mètres, aux abords des constructions, chantiers, travaux et installations de toute nature, situées à moins de 200 mètres de terrains en nature
de bois, forêts, plantations, reboisements, landes ou friches. Le brûlage des déchets issus de l’entretien des parcs et jardins des ménages et des collectivités est interdit. L’écobuage est également interdit, ainsi que les feux de type méchouis et barbecues, à l’exception de ceux prévus dans des installations fixes (non situées sous couvert d'arbres) constituant une dépendance d'habitation.

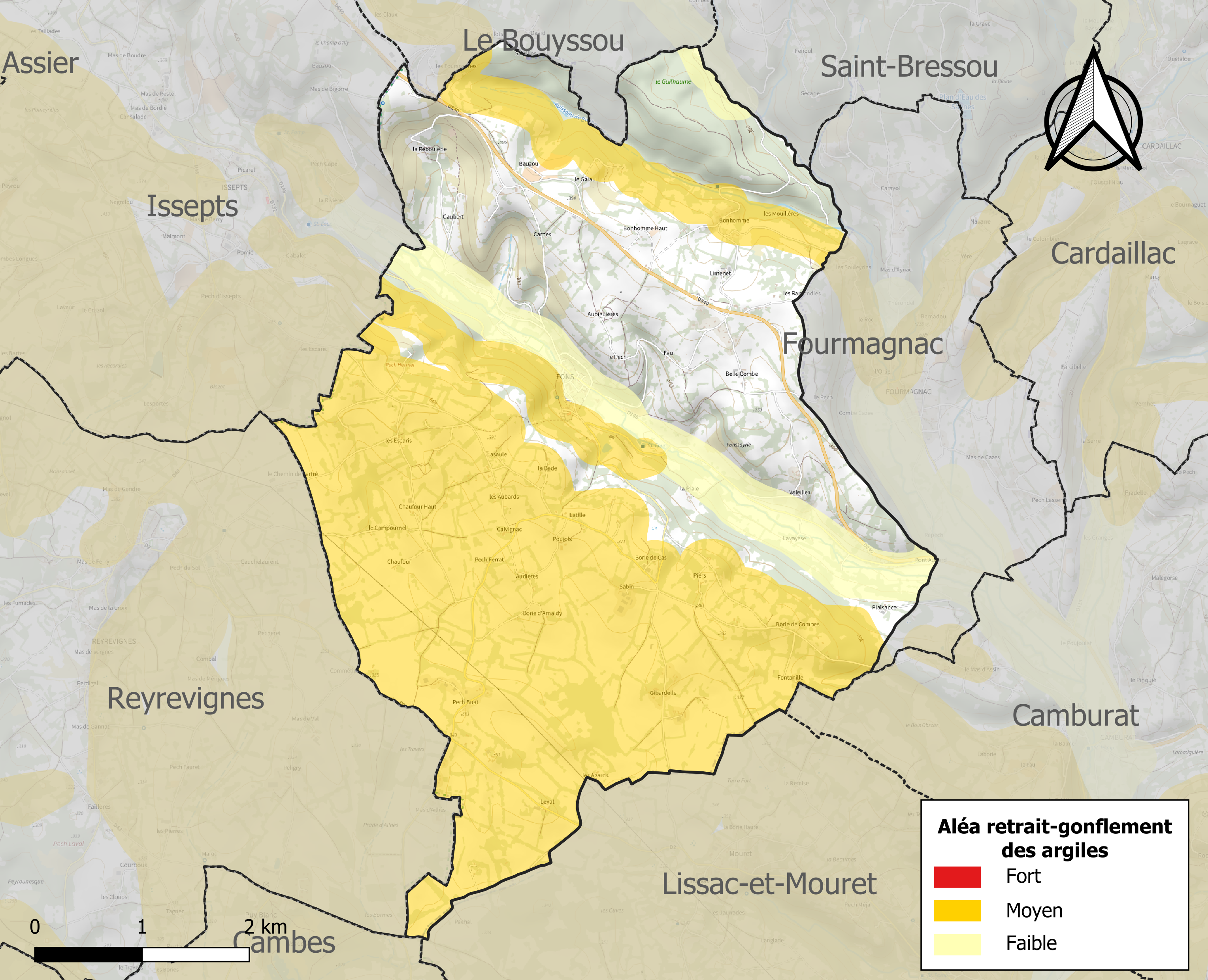
Carte des zones d'aléa retrait-gonflement des sols argileux de Fons.

Les mouvements de terrains susceptibles de se produire sur la commune sont des éboulements, chutes de pierres et de blocs et des glissements de terrain.
Le retrait-gonflement des sols argileux est susceptible d'engendrer des dommages importants aux bâtiments en cas d’alternance de périodes de sécheresse et de pluie. 56,4 % de la superficie communale est en aléa moyen ou fort (67,7 % au niveau départemental et 48,5 % au niveau national). Sur les 236 bâtiments dénombrés sur la commune en 2019, 105 sont en aléa moyen ou fort, soit 44 %, à comparer aux 72 % au niveau départemental et 54 % au niveau national. Une cartographie de l'exposition du territoire national au retrait gonflement des sols argileux est disponible sur le site du BRGM,.
Par ailleurs, afin de mieux appréhender le risque d’affaissement de terrain, l'inventaire national des cavités souterraines permet de localiser celles situées sur la commune.
Concernant les mouvements de terrains, la commune a été reconnue en état de catastrophe naturelle au titre des dommages causés par la sécheresse en 2019 et par des mouvements de terrain en 1999.

#### Risques technologiques
Le risque de transport de matières dangereuses sur la commune est lié à sa traversée par une route à fort trafic et une canalisation de transport d'hydrocarbures. Un accident se produisant sur de telles infrastructures est susceptible d’avoir des effets graves sur les biens, les personnes ou l'environnement, selon la nature du matériau transporté. Des dispositions d’urbanisme peuvent être préconisées en conséquence.

#### Risque particulier
Dans plusieurs parties du territoire national, le radon, accumulé dans certains logements ou autres locaux, peut constituer une source significative d’exposition de la population aux rayonnements ionisants. Certaines communes du département sont concernées par le risque radon à un niveau plus ou moins élevé. Selon la classification de 2018, la commune de Fons est classée en zone 3, à savoir zone à potentiel radon significatif.

## Toponymie
Le toponyme Fons désigne une source : fons en latin.
Le monastère de Fons s'appelait Sancta-Maria-de-Exartellis, Sainte Marie des Essarts.

## Histoire
Vers 964, Ranulphe crée et affilie le monastère de Fons, qui fut béni par le pape Benoît VI, à l'abbaye de Figeac. Lors de la guerre de Cent Ans, la ville fut prise en 1369 par les Anglais, puis reprise en 1377 par Guillaume Leroi, officier du duc d'Anjou. Lors des Guerres de religion, Fons était dans le camp catholique, François Gilbert de Cardaillac, baron de Lacapelle-Marival et défenseur du catholicisme, y fut blessé mortellement lors d'un affrontement le 10 mars 1622. Son fils Henry-Victor de Cardaillac le vengea sur-le-champ et mis les ennemis en fuite.

## Politique et administration
| Période                                  | Période  | Identité                      | Étiquette | Qualité |
| ---------------------------------------- | -------- | ----------------------------- | --------- | ------- |
| 1802                                     | 1808     | Jean Lacabane                 |           |         |
| 1808                                     | 1830     | Géraud Prud'homme Du Roc (de) |           |         |
| 1830                                     | 1835     | Jean Born                     |           |         |
| 1835                                     | 1844     | Jean Nicolas Lacabane         |           |         |
| 1844                                     | 1863     | Jean Born                     |           |         |
| 1863                                     | 1865     | Pierre Bertrandel             |           |         |
| 1865                                     | 1876     | Joseph Alexandre Lacarriere   |           |         |
| 1876                                     | 1878     | Louis Lacabane                |           |         |
| 1878                                     | 1901     | Paul Born                     |           |         |
| 1901                                     | 1902     | Pierre Labrunie               |           |         |
| 1959                                     | 1971     | Norbert Taurand               |           |         |
| 1971                                     | 1993     | André Bousquet                |           |         |
| 1993                                     | 2008     | Jean Roussiès                 |           |         |
| 2008                                     | 2014     | Eliette Chauliaguet           |           |         |
| 2014                                     | En cours | Laurent Martin                |           |         |
| Les données manquantes sont à compléter. |          |                               |           |         |

## Démographie
L'évolution du nombre d'habitants est connue à travers les recensements de la population effectués dans la commune depuis 1793. Pour les communes de moins de 10 000 habitants, une enquête de recensement portant sur toute la population est réalisée tous les cinq ans, les populations de référence des années intermédiaires étant quant à elles estimées par interpolation ou extrapolation. Pour la commune, le premier recensement exhaustif entrant dans le cadre du nouveau dispositif a été réalisé en 2006.

En 2022, la commune comptait 403 habitants, en évolution de −0,74 % par rapport à 2016 (Lot : +1,31 %, France hors Mayotte : +2,11 %).
| 1793  | 1800  | 1806  | 1821  | 1831  | 1836  | 1841  | 1846  | 1851  |
| ----- | ----- | ----- | ----- | ----- | ----- | ----- | ----- | ----- |
| 1 006 | 1 070 | 1 096 | 1 070 | 1 056 | 1 105 | 1 092 | 1 077 | 1 075 |

| 1856  | 1861  | 1866  | 1872  | 1876  | 1881  | 1886 | 1891 | 1896 |
| ----- | ----- | ----- | ----- | ----- | ----- | ---- | ---- | ---- |
| 1 048 | 1 038 | 1 066 | 1 026 | 1 044 | 1 010 | 968  | 932  | 805  |

| 1901 | 1906 | 1911 | 1921 | 1926 | 1931 | 1936 | 1946 | 1954 |
| ---- | ---- | ---- | ---- | ---- | ---- | ---- | ---- | ---- |
| 703  | 659  | 656  | 565  | 517  | 476  | 428  | 425  | 395  |

| 1962 | 1968 | 1975 | 1982 | 1990 | 1999 | 2006 | 2011 | 2016 |
| ---- | ---- | ---- | ---- | ---- | ---- | ---- | ---- | ---- |
| 349  | 295  | 309  | 321  | 341  | 342  | 386  | 393  | 406  |

| 2021 | 2022 | - | - | - | - | - | - | - |
| ---- | ---- | - | - | - | - | - | - | - |
| 406  | 403  | - | - | - | - | - | - | - |

## Économie

### Revenus
En 2018, la commune compte 180 ménages fiscaux, regroupant 408 personnes. La médiane du revenu disponible par unité de consommation est de 20 750 € (20 740 € dans le département).

### Emploi
|                | 2008  | 2013  | 2018  |
| -------------- | ----- | ----- | ----- |
| Commune        | 5,8 % | 2,6 % | 9,3 % |
| Département    | 7,3 % | 8,9 % | 9,6 % |
| France entière | 8,3 % | 10 %  | 10 %  |

En 2018, la population âgée de 15 à 64 ans s'élève à 234 personnes, parmi lesquelles on compte 77,8 % d'actifs (68,5 % ayant un emploi et 9,3 % de chômeurs) et 22,2 % d'inactifs,. Depuis 2008, le taux de chômage communal (au sens du recensement) des 15-64 ans est inférieur à celui de la France et du département.
La commune fait partie de la couronne de l'aire d'attraction de Figeac, du fait qu'au moins 15 % des actifs travaillent dans le pôle,. Elle compte 91 emplois en 2018, contre 91 en 2013 et 90 en 2008. Le nombre d'actifs ayant un emploi résidant dans la commune est de 165, soit un indicateur de concentration d'emploi de 55,1 % et un taux d'activité parmi les 15 ans ou plus de 53,7 %.
Sur ces 165 actifs de 15 ans ou plus ayant un emploi, 52 travaillent dans la commune, soit 32 % des habitants. Pour se rendre au travail, 84,7 % des habitants utilisent un véhicule personnel ou de fonction à quatre roues, 1,2 % les transports en commun, 4,9 % s'y rendent en deux-roues, à vélo ou à pied et 9,1 % n'ont pas besoin de transport (travail au domicile).

### Activités hors agriculture
31 établissements sont implantés  à Fons au 31 décembre 2019. Le tableau ci-dessous en détaille le nombre par secteur d'activité et compare les ratios avec ceux du département,.
| Secteur d'activité                                                                                        | Commune | Commune | Département |
| Secteur d'activité                                                                                        | Nombre  | %       | %           |
| --- | ------- | ------- | ----------- |
| Ensemble                                                                                                  | 31      |         |             |
| Industrie manufacturière, industries extractives et autres                                                | 5       | 16,1 %  | (14 %)      |
| Construction                                                                                              | 6       | 19,4 %  | (13,9 %)    |
| Commerce de gros et de détail, transports, hébergement et restauration                                    | 8       | 25,8 %  | (29,9 %)    |
| Activités financières et d'assurance                                                                      | 1       | 3,2 %   | (2,8 %)     |
| Activités spécialisées, scientifiques et techniques et activités de services administratifs et de soutien | 5       | 16,1 %  | (13,5 %)    |
| Administration publique, enseignement, santé humaine et action sociale                                    | 2       | 6,5 %   | (12 %)      |
| Autres activités de services                                                                              | 4       | 12,9 %  | (8,7 %)     |

Le secteur du commerce de gros et de détail, des transports, de l'hébergement et de la restauration est prépondérant sur la commune puisqu'il représente 25,8 % du nombre total d'établissements de la commune (8 sur les 31 entreprises implantées  à Fons), contre 29,9 % au niveau départemental.

### Agriculture
La commune est dans la Limargue », une petite région agricole occupant une bande verticale à l'est du territoire du département du Lot. En 2020, l'orientation technico-économique de l'agriculture  sur la commune est l'élevage d'équidés et/ou d' autres herbivores.
|               | 1988  | 2000  | 2010  | 2020 |
| ------------- | ----- | ----- | ----- | ---- |
| Exploitations | 39    | 32    | 19    | 15   |
| SAU (ha)      | 1 308 | 1 095 | 1 001 | 661  |

Le nombre d'exploitations agricoles en activité et ayant leur siège dans la commune est passé de 39 lors du recensement agricole de 1988  à 32 en 2000 puis à 19 en 2010 et enfin à 15 en 2020, soit une baisse de 62 % en 32 ans. Le même mouvement est observé à l'échelle du département qui a perdu pendant cette période 60 % de ses exploitations,. La surface agricole utilisée sur la commune a également diminué, passant de 1308 ha en 1988 à 661 ha en 2020. Parallèlement la surface agricole utilisée moyenne par exploitation a augmenté, passant de 34 à 44 ha.

## Culture locale et patrimoine

### Lieux et monuments
- Église Saint-André de Fons. L'édifice a été inscrit au titre des monuments historiques en 1972[35]. Plusieurs objets sont référencés dans la base Palissy[35].
- Église Notre-Dame du Roitelet de Fons.
- Château du Roc
- Maison Réveillac

### Personnalités liées à la commune
- Léon Lacabane (1798-1884), historien, bibliothécaire et paléographe français.

## Héraldique
| Blason | Blasonnement : De sable au four d'argent, de la bouche duquel sortent des flammes de gueules. Commentaires : Armorial général de France, dressé en vertu de l'édit de 1696 par Charles d'Hozier |

#### Site de l'Insee
1. ↑  « La grille communale de densité », sur le site de l'Insee, 28 mai 2024 (consulté le 28 juin 2024).
2. 1 2  Insee, « Métadonnées de la commune de Fons ».
3. ↑  « Liste des communes composant l'aire d'attraction de Figeac », sur le site de l'Insee (consulté le 28 juin 2024).
4. ↑  Marie-Pierre de Bellefon, Pascal Eusebio, Jocelyn Forest, Olivier Pégaz-Blanc et Raymond Warnod (Insee), « En France, neuf personnes sur dix vivent dans l’aire d’attraction d’une ville », sur le site de l'Insee, 21 octobre 2020 (consulté le 28 juin 2024).
5. ↑  « REV T1 - Ménages fiscaux de l'année 2018 à Fons » (consulté le 5 février 2022).
6. ↑  « REV T1 - Ménages fiscaux de l'année 2018 dans le Lot » (consulté le 5 février 2022).
7. 1 2  « Emp T1 - Population de 15 à 64 ans par type d'activité en 2018 à Fons » (consulté le 5 février 2022).
8. ↑  « Emp T1 - Population de 15 à 64 ans par type d'activité en 2018 dans le Lot » (consulté le 5 février 2022).
9. ↑  « Emp T1 - Population de 15 à 64 ans par type d'activité en 2018 dans la France entière » (consulté le 5 février 2022).
10. ↑  « Base des aires d'attraction des villes 2020 », sur site de l'Insee (consulté le 10 avril 2021).
11. ↑  « Emp T5 - Emploi et activité en 2018 à Fons » (consulté le 5 février 2022).
12. ↑  « ACT T4 - Lieu de travail des actifs de 15 ans ou plus ayant un emploi qui résident dans la commune en 2018 » (consulté le 5 février 2022).
13. ↑  « ACT G2 - Part des moyens de transport utilisés pour se rendre au travail en 2018 » (consulté le 5 février 2022).
14. ↑  « DEN T5 - Nombre d'établissements par secteur d'activité au 31 décembre 2019 à Fons » (consulté le 14 février 2022).
15. ↑  « DEN T5 - Nombre d'établissements par secteur d'activité au 31 décembre 2019 dans le Lot » (consulté le 14 février 2022).

#### Autres sources
1. ↑  « Lot », sur habitants.fr (consulté le 7 mai 2023).
2. ↑  Carte IGN sous Géoportail
3. 1 2  Daniel Joly, Thierry Brossard, Hervé Cardot, Jean Cavailhes, Mohamed Hilal et Pierre Wavresky, « Les types de climats en France, une construction spatiale », Cybergéo, revue européenne de géographie - European Journal of Geography, no 501,‎ 18 juin 2010 (DOI 10.4000/cybergeo.23155, lire en ligne, consulté le 14 novembre 2023)
4. ↑  « Zonages climatiques en France métropolitaine. », sur pluiesextremes.meteo.fr (consulté le 14 novembre 2023).
5. ↑  « Orthodromie entre Fons et Faycelles », sur fr.distance.to (consulté le 14 novembre 2023).
6. ↑  « Station Météo-France « Faycelles » (commune de Faycelles) - fiche climatologique - période 1991-2020 », sur donneespubliques.meteofrance.fr (consulté le 14 novembre 2023).
7. ↑  « Station Météo-France « Faycelles » (commune de Faycelles) - fiche de métadonnées. », sur donneespubliques.meteofrance.fr (consulté le 14 novembre 2023).
8. ↑  « Climadiag Commune : diagnostiquez les enjeux climatiques de votre collectivité. », sur meteofrance.fr, novembre 2022 (consulté le 14 novembre 2023).
9. 1 2  « Liste des ZNIEFF de la commune de Fons », sur le site de l'Inventaire national du patrimoine naturel (consulté le 2 septembre 2021).
10. ↑  « ZNIEFF les « pelouses sèches sur calcaire de Fons » - fiche descriptive », sur le site de l'inventaire national du patrimoine naturel (consulté le 2 septembre 2021).
11. ↑  « ZNIEFF le « ruisseau de Pont de Mol » - fiche descriptive », sur le site de l'inventaire national du patrimoine naturel (consulté le 2 septembre 2021).
12. ↑  « ZNIEFF le « Haut bassin du Drauzou » - fiche descriptive », sur le site de l'inventaire national du patrimoine naturel (consulté le 2 septembre 2021).
13. ↑  « CORINE Land Cover (CLC) - Répartition des superficies en 15 postes d'occupation des sols (métropole). », sur le site des données et études statistiques du ministère de la Transition écologique. (consulté le 14 avril 2021).
14. 1 2 3  « Les risques près de chez moi - commune de Fons », sur Géorisques (consulté le 17 octobre 2022).
15. ↑  BRGM, « Évaluez simplement et rapidement les risques de votre bien », sur Géorisques (consulté le 13 septembre 2022).
16. ↑  DREAL Occitanie, « CIZI », sur occitanie.developpement-durable.gouv.fr (consulté le 13 septembre 2022).
17. ↑  « Dossier départemental des risques majeurs dans le Lot », sur lot.gouv.fr (consulté le 13 septembre 2022), partie 1 -  chapitre Risque inondation.
18. ↑  « Dossier départemental des risques majeurs dans le Lot », sur lot.gouv.fr (consulté le 13 septembre 2022).
19. ↑  « Dossier départemental des risques majeurs dans le Lot », sur lot.gouv.fr (consulté le 13 septembre 2022), chapitre Mouvements de terrain.
20. ↑  « Retrait-gonflement des argiles », sur le site de l'observatoire national des risques naturels (consulté le 13 septembre 2022).
21. ↑  « Liste des cavités souterraines localisées sur la commune de Fons », sur georisques.gouv.fr (consulté le 13 septembre 2022).
22. ↑  « Dossier départemental des risques majeurs dans le Lot », sur lot.gouv.fr (consulté le 13 septembre 2022), chapitre Risque transport de matières dangereuses.
23. ↑  « Cartographie du risque radon en France. », sur le site de l’IRSN, janvier 2021 (consulté le 13 septembre 2022).
24. 1 2  Gaston Bazalgues, À la découverte des noms de lieux du Quercy : Toponymie lotoise, Gourdon, Éditions de la Bouriane et du Quercy, juin 2002, 127 p. (ISBN 2-910540-16-2), p. 111
25. ↑  Jean-Baptiste Gluck (ill. Eugène Gluck), Album historique de département du Lot : Avec les vues des principaux monuments et sites du Quercy, Peronnas, Éditions de la Tour de Gile, 1852 (réimpr. 1995), 192 p. (ISBN 2-87802-209-2), p. 149.
26. ↑  « Les maires de Fons », sur Site francegenweb, 19 février 2011 (consulté le 4 février 2017).
27. ↑  L'organisation du recensement, sur insee.fr.
28. ↑  Calendrier départemental des recensements, sur insee.fr.
29. ↑  Des villages de Cassini aux communes d'aujourd'hui sur le site de l'École des hautes études en sciences sociales.
30. ↑  Fiches Insee - Populations de référence de la commune pour les années 2006, 2007, 2008, 2009, 2010, 2011, 2012, 2013, 2014, 2015, 2016, 2017, 2018, 2019, 2020, 2021 et 2022.
31. ↑  « Les régions agricoles (RA), petites régions agricoles(PRA) - Année de référence : 2017 », sur agreste.agriculture.gouv.fr (consulté le 14 février 2022).
32. ↑  Présentation des premiers résultats du recensement agricole 2020, Ministère de l’agriculture et de l’alimentation, 10 décembre 2021
33. 1 2  « Fiche de recensement agricole - Exploitations ayant leur siège dans la commune de Fons - Données générales », sur recensement-agricole.agriculture.gouv.fr (consulté le 14 février 2022).
34. ↑  « Fiche de recensement agricole - Exploitations ayant leur siège dans le département du Lot » (consulté le 14 février 2022).
35. 1 2  « Eglise Saint-André », sur pop.culture.gouv.fr (consulté le 2 juin 2021).